# Inga Sundström
Gertrud Inga Sundström, under en tid Hallberg, född den 17 juni 1919 i Göteborg, död den 21 januari 2007 i Hedvig Eleonora församling i Stockholm, var en svensk sångare (sopran).

## Biografi
Sundström, vars föräldrar var typografen Eric Sundström och Gertrud, ogift Schwinzer, studerade vid musikhögskolan i Stockholm. Hon scendebuterade 1945 och anställdes vid Kungliga Teatern 1946 där hon under kort tid gjorde kända roller som Turandot och Elsa i Lohengrin. Inga Sundströms sista framträdande på Operan var som Grevinnan i januari 1948. Hon drabbades senare av en skada på stämbanden och tvingades lämna operan. Hon framträdde sedan som vissångerska och sångpedagog ända fram till 1990-talet.
Hon var gift första gången 1943–1946 med tandläkaren Georg Lindberger (1902–1986), farbror till Örjan Lindberger, andra gången 1949–1955 med kapellmästaren Erik Sjöqvist (född 1910) och tredje gången 1955–1977 med pianisten Bengt Hallberg (1932–2013). Hennes enda barn, sonen Bengt Lindberger (född 1943), blev också operasångare.
Inga Sundström är gravsatt i minneslunden på Galärvarvskyrkogården i Stockholm.

## Filmografi
- 1956 – Suss gott

## Teater

### Roller (urval
| År   | Roll         | Produktion                                                | Regi            | Teater        |
| ---- | ------------ | --------------------------------------------------------- | --------------- | ------------- |
| 1953 | Reno Sweeney | Saken är Oscar P.G. Wodehouse, Guy Bolton och Cole Porter | Georg Funkquist | Oscarsteatern |

## Radioteater

### Roller
| År   | Roll        | Produktion                                                           | Regi          |
| ---- | ----------- | -------------------------------------------------------------------- | ------------- |
| 1944 | Medverkande | Den stora vårutredningen 1944, revy Georg Eliasson och Gösta Rybrant | Palle Brunius |

## Diskografi i urval
- Always in my heart med Emil Iwrings orkester
- I kväll lyser himmelens lanternor med Nils Kyndels orkester
- I'll come to you med Sune Waldimirs orkester
- Kärlek vid första ögonkastet, ur filmen Fröken Vildkatt med Sigvard Wallbeck-Hallgren och Emil Iwrings orkester
- Nu går det bra (Anything goes) med Åke Jelvings orkester
- Louise med Gösta Törners orkester